# 102 Dalmatiens
Série
Les 101 Dalmatiens
(1996)
Pour plus de détails, voir Fiche technique et Distribution.
102 Dalmatiens (102 Dalmatians) est un film américain réalisé par Kevin Lima et sorti en 2000. Il fait suite à l'adaptation en images réelles Les 101 Dalmatiens sortie en 1996.

## Synopsis

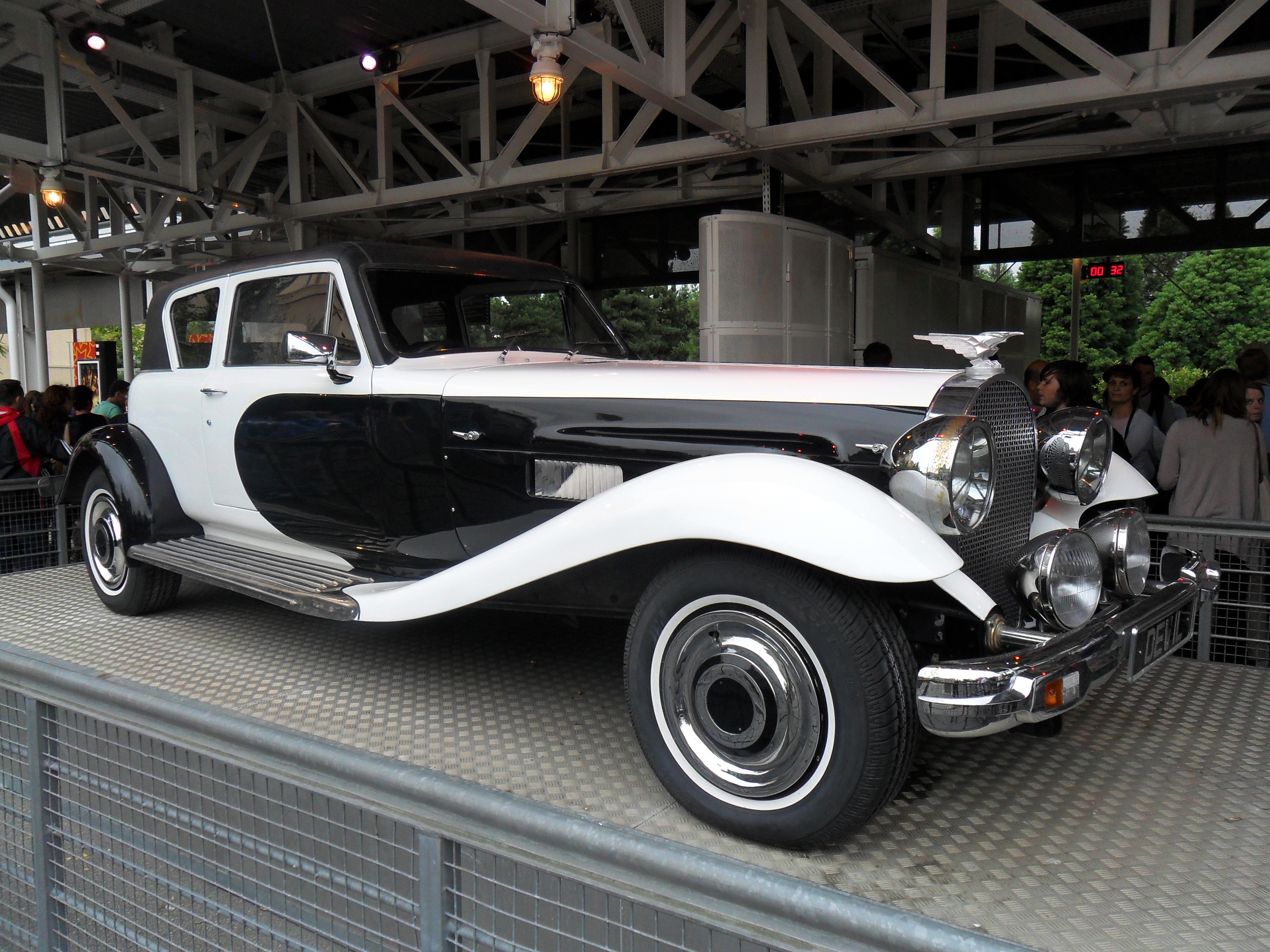
Cruella conduit cette Panther De Ville.

Après trois ans de prison, Cruella d'Enfer a été guérie et métamorphosée devant son désir de manteaux de fourrure par le psychologue Dr Pavlov, elle s’est même rebaptisée "Ella" pour montrer qu’elle a changé. Elle est libérée en probation, mais a averti que si elle rompt sa liberté conditionnelle, elle sera immédiatement renvoyée en prison. Ella, par conséquent, se montra plus chaleureusement et empathique envers son valet Alonzo, très maltraité, et achète le refuge de chiens "Seconde Chance", appartenant à Kevin Shepherd, pour le sauver de la faillite. Mais le juge d'application des peines de Cruella, Chloe Simon,  refuse de croire que Cruella s’est reconverti malgré sa popularité croissante en tant que défenseuse de la cause animale. En effet, Chloe est devenu la propriétaire du dalmatiens, Pinceau qui est devenu adulte et que Cruella voulait tuer pour son manteau.
La compagne de Pinceau, Dottie, donne naissance à trois chiots : Domino, Loupio et Prunelle, qui semble ne pas porter de taches, et commence à se sentir gênée à mesure qu'elle grandit. Pendant ce temps, le Dr Pavlov découvre que lorsque ses animaux en thérapie sont soumis à des bruits forts, ils reviennent à leur ancien instinct, mais il choisit de cacher cette découverte au public.
Inévitablement, lorsque Big Ben sonne en sa présence, Cruella revient à son ancienne personnalité. Après avoir reconnu Pinceau et s'être souvenu de sa tentative infructueuse de fabrication d'un manteau de fourrure dalmate, elle recrute le couturier en fourrure français Jean-Pierre LePelt pour revenir sur son plan initial qui est de concevoir un nouveau manteau de fourrure dalmate mais cette fois, elle veut inclure les chiots de Pinceau pour en faire une capuche et ainsi se venger, Ils recherchent désormais à trouver 102 chiots.
Chloé et Kevin sortent à un rendez-vous, où Kevin révèle à Chloé que, si Cruella viole sa liberté conditionnelle, toute sa fortune lui ira, puisque son refuge pour chiens est le seul qui fonctionne actuellement à Westminster. Sachant cela, Cruella a fait piéger Kevin pour le vol des 99 premiers chiots dalmates que LePelt avait volé, exploitant également le fait que Kevin a un casier judiciaire pour vol de chien. Elle invite Chloé et Pinceau chez elle pour un dîner pour les faire éloigner pendant que LePelt vole Dottie et ses trois chiots. Durant la soirée, Chloé découvre dans la chambre secrète de Cruella qu’elle a repris ses mauvaises habitude et qu’elle à l’intention d’utiliser ses chiots, Cruella la surprend et l’enferme aussitôt. Chloé réussit avec Pinceau à s’échapper et ils se précipitent à la maison pour sauver ses animaux de compagnie, mais arrivent trop tard. Elle est rejointe par Kevin, qui s'est échappé de prison avec l'aide de son aras parlant (qui croit être un chien), Ventraterre. Kevin explique que sa infraction était d'avoir libéré des animaux d'un laboratoire, où ils étaient utilisés pour des expériences.
En trouvant le billet perdu de LePelt pour le Venice Simplon-Orient-Express en direction de Paris, Kevin et Chloé tentent mais ne parviennent pas à arrêter Cruella et LePelt avant que leur train ne parte. Ventraterre et Prunelle, qui ont réussi à s'échapper, les suivent secrètement jusqu'à l'usine de LePelt à Paris. Kevin et Chloé y arrivent également, mais ils sont découverts par Cruella, qui les enferme dans une cave. Malgré cela, ils libèrent les chiots par un trou dans le plafond. Cruella s'en prend seul aux chiots, tandis qu'Alonzo, ayant été maltraité au-delà de sa patience, bat LePelt et libère Kevin et Chloé. Ils poursuivent Cruella jusqu'à une boulangerie et découvrent que les chiots, dirigés par Prunelle, ont trompé Cruella pour qu'il soit cuit dans un énorme gâteau. Cruella survit, puis elle et LePelt sont tous les deux arrêtés.
Chloé et Kevin, innocentés de l'accusation de vol, retournent à Londres et reçoivent personnellement les restes de la fortune de Cruella par Alonzo lui-même. Prunelle développe enfin quelques petites taches, à la grande surprise de tout le monde.

## Fiche technique
- Titre original : 102 Dalmatians
- Titre français : 102 Dalmatiens
- Titre québécois : Les 102 Dalmatiens
- Réalisation : Kevin Lima
- Scénario : Kristen Buckley, Brian Regan, Bob Tzudiker et Noni White
- Photographie : Adrian Biddle et Roger Pratt
- Montage : Gregory Perler
- Musique : David Newman
- Production : Walt Disney Pictures
- Pays d'origine :  États-Unis
- Langue : anglais
- Genre : Comédie, enfants
- Durée : 100 minutes
- Dates de sortie :
  - États-Unis : 22 novembre 2000
  - Reste du monde : 2001

## Distribution
- Glenn Close (VF : Élisabeth Wiener ; VQ : Anne Caron) : Cruella d'Enfer
- Gérard Depardieu (VF : lui-même ; VQ : Marc Bellier) : Jean-Pierre Le Pelt
- Ioan Gruffudd (VF : Thierry Wermuth ; VQ : Gilbert Lachance) : Kevin Shepherd
- Alice Evans (VF : elle-même ; VQ : Anne Dorval) : Chloé Simon
- Tim McInnerny (VF : Jean-Claude Donda ; VQ : André Montmorency) : Alonzo
- Ian Richardson (VF : Bernard Woringer) : Maître Torte
- Ben Crompton (VF : Emmanuel Karsen ; VQ : Daniel Lesourd) : Ewan
- Carol Macready (VF : Évelyne Grandjean ; VQ : Mireille Thibault) : Agnès Wilford
- Jim Carter (VF : Michel Barbey ; VQ : Yves Corbeil) : l'inspecteur Armstrong
- Ron Cook (VF : Michel Modo ; VQ : Hubert Gagnon) : Monsieur Button
- David Horovitch (en) (VF : Yves Barsacq ; VQ : Jean-Marie Moncelet) : Docteur Pavlov
- Timothy West (VF : Philippe Dumat ; VQ : Aubert Pallascio) : le juge
- Dick Brannick : l'assistant de Pavlov
- Mike Hayley : l'agent de police
- Nicholas Hutchison : le journaliste
- Tim Willcox : le journaliste d'ITN
- Eric Idle (VF : Éric Métayer ; VQ : Jacques Lavallée) : Ventraterre, le perroquet (voix)

Source et légende : Version française (VF) sur Voxofilm Version québécoise (VQ) sur Doublage Québec

## Adaptations
102 Dalmatiens a fait l'objet de deux adaptations en jeu vidéo Les 102 Dalmatiens à la rescousse ! sur Windows, PlayStation, Dreamcast et Game Boy Color et Les 102 Dalmatiens : Les Chiots disparus, destiné à un public plus jeune, sur Windows.